# Шмидт, Вальтер
Вальтер Шмидт (нем. Walter Schmidt; 28 января 1917, Баутцен, Саксония — 28 июля 2000, Бремен) — оберштурмбаннфюрер СС, кавалер Рыцарского креста Железного креста с Дубовыми листьями. Один из руководителей лагеря смерти «Аушвиц».

## Карьера
Сын чиновника криминальной полиции вступил в Гитлерюгенд 5 января 1933 года. 9 ноября 1934 стал членом НСДАП (№ 5274485) и СС (№ 311100).
С апреля 1935 зачислен в штандарт СС «Германия». Окончив юнкерское училище в Бад-Тёльце, 9 ноября 1938 года произведён в унтерштурмфюреры СС, стал адъютантом 2-го батальона полка СС «Дойчланд».
Участвовал в Польской, Французской кампаниях и в боях на Восточном фронте, где с ноября 1940 командовал 13-й ротой пехотного полка СС «Нордланд» дивизии СС «Викинг». С 1 августа 1942 — адъютант 10-го полка СС «Вестланд». 27 января 1943 принял командование над 2-м батальоном этого же полка.
20 апреля 1943 награждён Немецким крестом в золоте, а за бои в районе Изюма в составе 1-й танковой армии 4 августа 1943 года награждён Рыцарским крестом Железного креста. Повышен до гауптштурмфюрера СС. После прорыва своего батальона из окружения под Корсунь-Шевченковским получил Дубовые листья к Рыцарскому кресту.
С апреля 1945 года и до конца войны назначен командиром 96-го пехотного полка 38-й пехотной дивизии СС «Нибелунги».

## Награды
- Железный крест 2-го класса
- Железный крест 1-го класса
- Восточная медаль
- Нагрудный знак За ранение в серебре
- Немецкий крест в золоте (20 апреля 1943)
- Рыцарский крест (4 августа 1943)
  - с Дубовыми листьями (14 мая 1944)